# Peresak
Peresak is een bestuurslaag in het regentschap West-Lombok van de provincie West-Nusa Tenggara, Indonesië. Peresak telt 11.347 inwoners (volkstelling 2010).